# أونترينغسترينغن
أونترينغسترينغن (بالألمانية: Unterengstringen) هي بلدية سويسرية تتبع لمقاطعة ديتيكون في كانتون زيورخ. تبلغ مساحتها 3.32 كيلومتر مربع، ويقدر عدد سكانها بـ 3804 نسمة (حسب تعداد ديسمبر 2017).